# Julia Gallego Eraso
Julia Gallego Eraso (Irún, Guipúzcoa, 14 de febrero de 1964) es una Maestro FIDE Femenino de ajedrez española.

## Resultados destacados en competición
Fue una vez campeona de España en el año 1979 en Vich, y resultó subcampeona en una ocasión en el año 1981.
Participó representando a España en las Olimpíadas de ajedrez en una ocasión, en el año 1982 en Lucerna, Suiza.